# 黎明宫 (斯特拉斯堡)

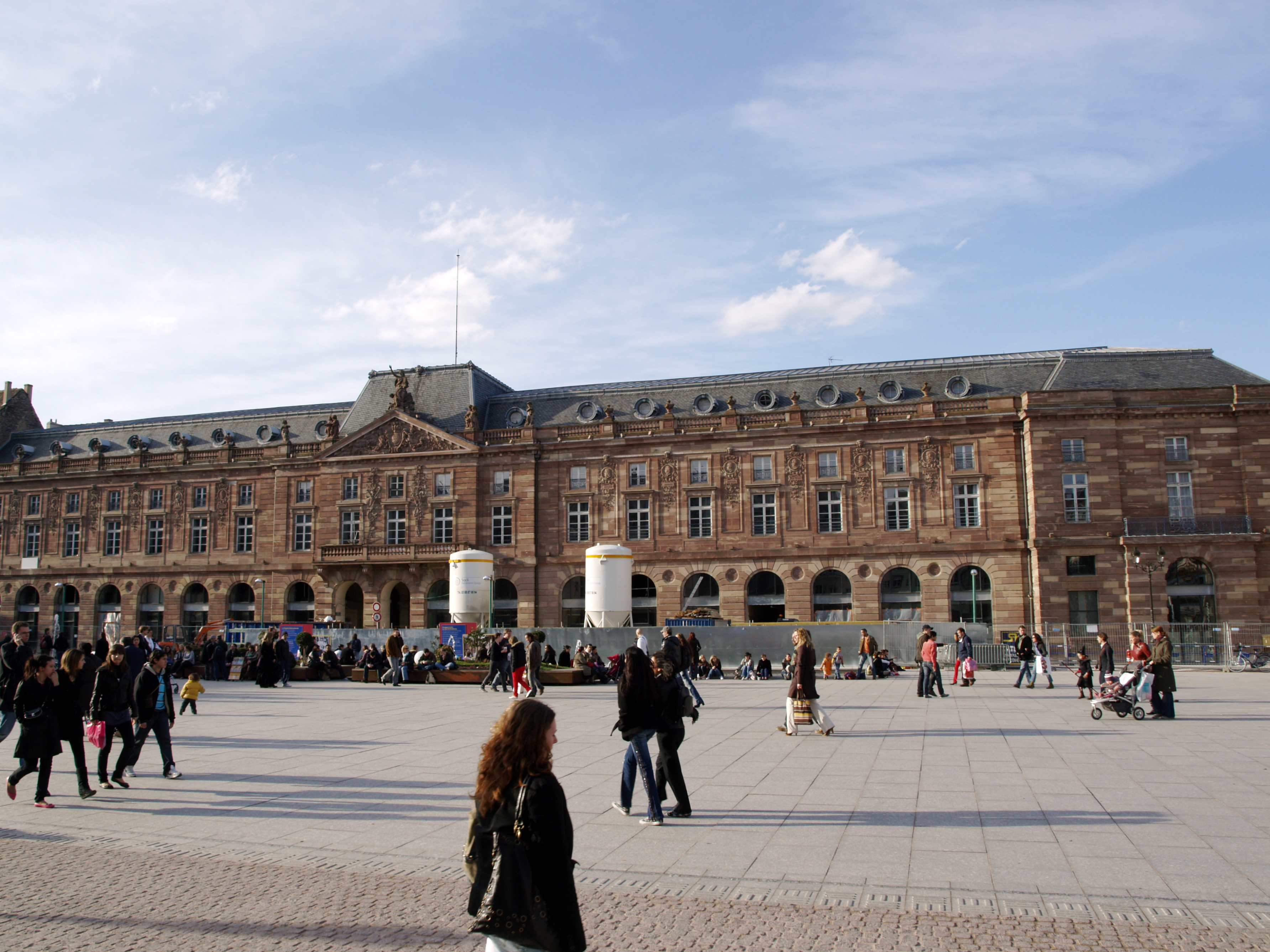

黎明宫（Aubette）是法国斯特拉斯堡的一座古典主义建筑，位于市中心的克勒贝尔广场北侧。

## 历史
它兴建于1765年-1778年，是当时美化城市的总体规划的一部分，建筑师是雅克-弗朗索瓦·布隆代尔。黎明宫原本是一座军事建筑，Aubette的一个意思是指庇护所。另有一种说法，认为这个名称来源于aube（早晨），是黎明时的口令。1869年，改为市立绘画和雕塑博物馆。1870年普法战争期间，德国军队包围了城市。8月24日，该建筑被大火焚毁，只剩下立面。1873年由建筑师杰弗里·康拉特重建，1877年完成。前面装饰着著名音乐家莫扎特、韩德尔、格鲁克、门德尔松的画像。
1929年，黎明宫被列为法国历史古迹